# San Andrés Playa Encantada
San Andrés Playa Encantada är en ort i Mexiko.   Den ligger i kommunen Acapulco de Juárez och delstaten Guerrero, i den södra delen av landet, 300 km söder om huvudstaden Mexico City. San Andrés Playa Encantada ligger 5 meter över havet och antalet invånare är 1 333.
Terrängen runt San Andrés Playa Encantada är platt. Havet är nära San Andrés Playa Encantada åt sydväst.  Närmaste större samhälle är Amatillo, 14,6 km norr om San Andrés Playa Encantada. 